# Грімія овальна
Грімія овальна (Grimmia ovalis) — вид мохів порядку гріміальних (Grimmiales).

## Поширення
Батьківщиною є Європа, Африка, Північна Америка, Південна Америка, Азія.
Населяє сухий, частково затінений, кислий, пісковик, граніт і базальт, гірський або альпійський регіони; на висотах (30)1000–2500 м.

## Характеристика
Рослини в пухких пучках, від темно-зелених до коричнево-чорних. Стебла 1–3 см. Листки яйцювато-ланцетні від яйцюватої основи, 1.7–4 × 0.4–0.8 мм, обидва краї рівні, загнуті дистально, остюки 0.5–1 мм. Коробочкові ніжки прямі, 4–6 мм. Коробочка зрідка присутня, жовто-коричнева, видовжено-яйцювата.